# Pajehličník přeslenatý

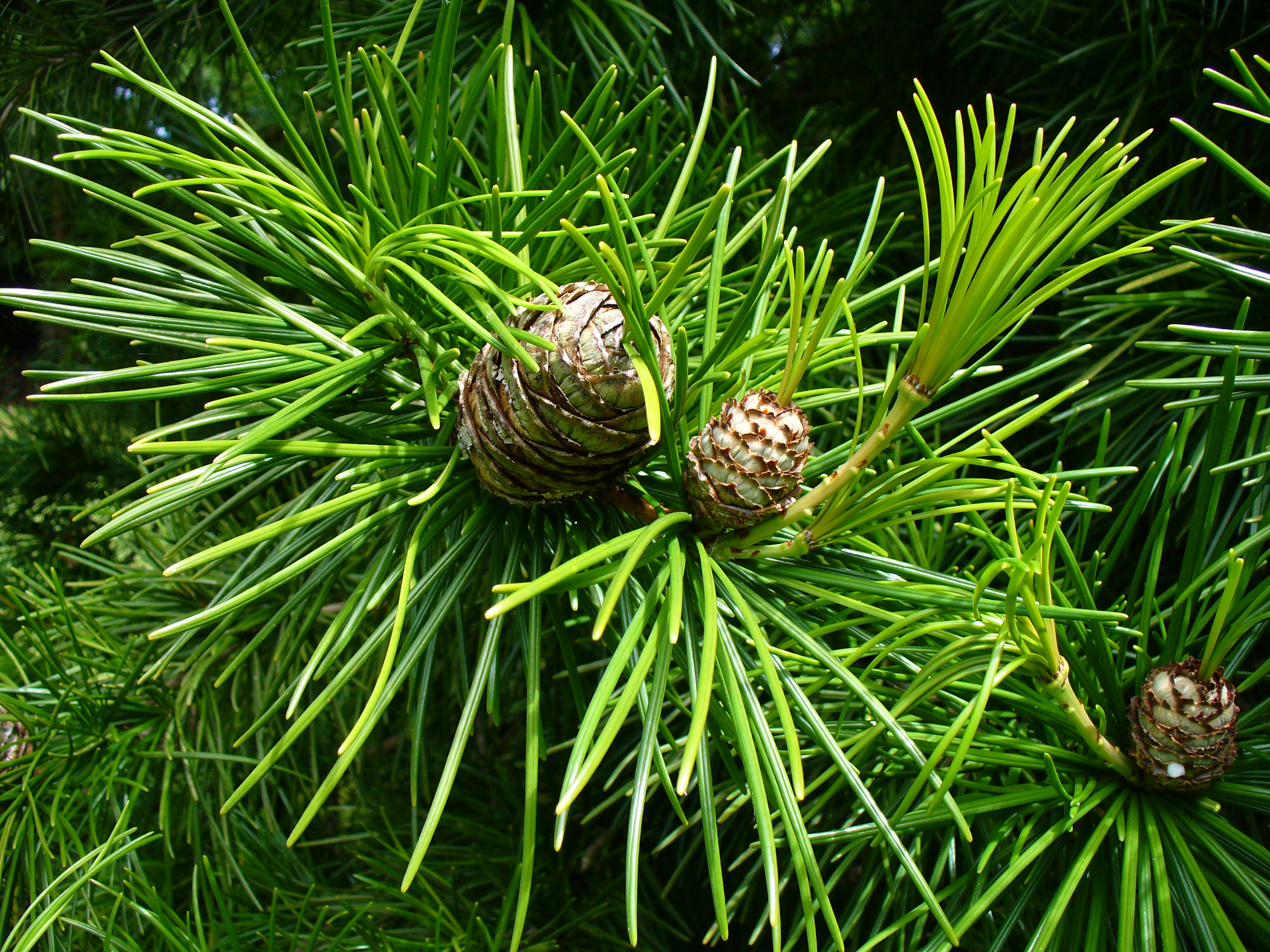
Detail

Pajehličník přeslenatý (Sciadopitys verticillata), nebo pajehličník přeslenitý, je stálezelený jehličnatý strom. Je jediným druhem rodu pajehličník z monotypické čeledě pajehličníkovité (Sciadopityaceae).

## Rozšíření
Je to endemit z jižních oblastí Japonska, kde roste jednotlivě nebo v malých skupinkách ve středních výškách tamních hor (500 až 1000 m) v oblastech s vysokou vzdušnou vlhkostí. Vyhovují mu přistíněná stanoviště chráněná před mrazivými větry a vlhčí, ale odvodněné půdy. Krátkodobě tolerují mrazy i do -30 °C.
Ze stratigrafických záznamů je známý asi 200 milionu let z období svrchního triasu, v období křídy byl rozšířen v Eurasii i v Severní Americe. Je to živá fosílie bez blízkých příbuzných.
Do Evropy byl dovezen v roce 1861. Největší známý exemplář v Česku je v ZOO Zlín-Lešná, byl zde vysazen v roce 1960, v roce 2010 dosáhl výšky 10 m a má průměr kmene 25 cm.

## Popis
Je to strom, který ve své domovině vyrůstá do výše 20 až 30 m s průměrem kmene okolo 1 m. V našich podmínkách dorůstá maximálně do 10 m. Kůra kmene je hnědá s oranžovým nádechem, v mládí hladká, později se odlupuje v tenkých dlouhých pruzích. Strom vytváří úzký, pravidelný kužel. Větve jsou krátké, tenké, vodorovně odstávající. Malé, plstnaté pupeny mají červenohnědou barvu. Existuje i keřovitá forma pajehličníku přeslenatého, která se ale málo vyskytuje.
Stálezelené jehlice rostou jen na koncích letorostů po 10 až 30 v paprskovitých přeslenech deštníkovitého nebo přesličkového tvaru. Jsou měkké a jakoby dužnaté, dlouhé 5 až 12 cm a široké 4 až 8 mm, s podélným žlábkem, lekle zelené, kožovité, opadávají po 2 až 3 létech. Jsou to nepravé listy, vznikly buď splynutím dvou jehlic nebo to jsou fotosyntetizující fylokladia. Pravé listy jsou redukovány na drobné, těsně přiléhající šupinky 1 až 3 mm dlouhé, zprvu zelené a později hnědé, rostoucí spirálovitě na stoncích.
Pajehličník přeslenatý má současně na jednom stromu samčí šištice s pylem i samičí s vajíčky. Samčí jsou velké 6 až 12 mm a nacházejí se ve shlucích na konci větví. Samičí rostou jednotlivě, jsou vejcovité, dlouhé 5 až 10 cm a 3,5 až 6,5 cm široké, v průběhu zrání se barva mění ze zelené na hnědou. Semena dozrají a šišky se otevřou po 18 až 20 měsících od opylení. V šišce je asi 15 až 40 oranžově-hnědých semen, dlouhých 8 až 12 mm, vejčitě zploštělých s úzkými křidélky, klíčí dvěma děložními lístky. Asi 15 semen váží 1 gram.

## Rozmnožování
Semena před výsevem potřebují 3 měsíce stratifikace, i tak však obtížně klíčí. Mladé rostlinky velice pomalu rostou, za 3 roky měří sotva 30 cm. Za deset let dorostou do výše 1 až 1,2 m. Měly by být brzy vysazeny na trvalé stanoviště, stromky vyšší než 1 m se špatně přesazují.

## Použití
Výhradně pro zahradnické účely a jako sbírková rostlina. Tato velmi zajímavá dřevina se u nás těší velké oblibě, její vhodné použití je jako solitéra, do skupinových výsadeb, ale i do nádob. Bylo vyšlechtěno přes 50 různých odrůd lišící se habitem i barvou. Dříve se jeho elastického, vodě odolného dřeva používalo v Japonsku pro stavbu lodí a lisoval se z něho olej vhodný pro výrobu barev a laků.

## Taxonomie
Pajehličník přeslenatý byl dlouhodobě zařazen do čeledě tisovcovitých (Taxodiaceae), po jejím zrušení byl převeden do čeledě cypřišovitých (Cupressaceae). Nyní po podrobnějším přezkoumání bylo zjištěno, že představuje zcela izolovanou větev a byl umístěn do samostatné čeledě pajehličníkovitých (Sciadopityaceae Luerss., 1877).